# Virginia Slims of Houston 1978
Il Virginia Slims of Houston 1978 è stato un torneo di tennis giocato sul sintetico indoor. È stata l'8ª edizione del torneo, che fa parte del WTA Tour 1978. Si è giocato al Westside Tennis Club di Houston negli USA dal 16 al 22 gennaio 1978.

## Campionesse

### Singolare
Martina Navrátilová ha battuto in finale Billie Jean King con il punteggio di 1–6, 6–2, 6–2

### Doppio
Billie Jean King /  Martina Navrátilová hanno battuto in finale  Greer Stevens /  Mona Guerrant con il punteggio di 7–6, 4–6, 7–6